# Acanthurus maculiceps
Acanthurus maculiceps és una espècie de peix pertanyent a la família dels acantúrids.

## Descripció
- Pot arribar a fer 40 cm de llargària màxima.
- 9 espines i 24-26 radis tous a l'aleta dorsal i 3 espines i 22-24 radis tous a l'anal.
- Els adults grossos desenvolupen un perfil cefàlic clarament convex.
- Cap tacat.[3][4]

## Hàbitat
És un peix marí, associat als esculls i de clima tropical (24 °C-28 °C; 31°N-15°S, 72°E-157°W) que viu entre 1 i 15 m de fondària (normalment, entre 3 i 15).

## Distribució geogràfica
Es troba a les Maldives i des del mar d'Andaman i l'illa Christmas fins a les Filipines, les illes de la Línia, les illes Ryukyu i Samoa.

## Costums
És bentopelàgic.

## Observacions
És inofensiu per als humans.